# Petit-Noir
Petit-Noir är en kommun i departementet Jura i regionen Bourgogne-Franche-Comté i östra Frankrike. Kommunen ligger i kantonen Chemin som tillhör arrondissementet Dole. År 2022 hade Petit-Noir 1 063 invånare.

## Befolkningsutveckling
Antalet invånare i kommunen Petit-Noir
Referens:INSEE